# Brembo (fiume)
Il fiume Brembo [ˈbrɛmbo] (Brèmb [ˈbɾɛmp] in dialetto bergamasco) è un corso d'acqua di 74 km della Lombardia; è un affluente di sinistra dell'Adda e scorre completamente nel territorio della Provincia di Bergamo, dando il nome alla Val Brembana.

## Il corso

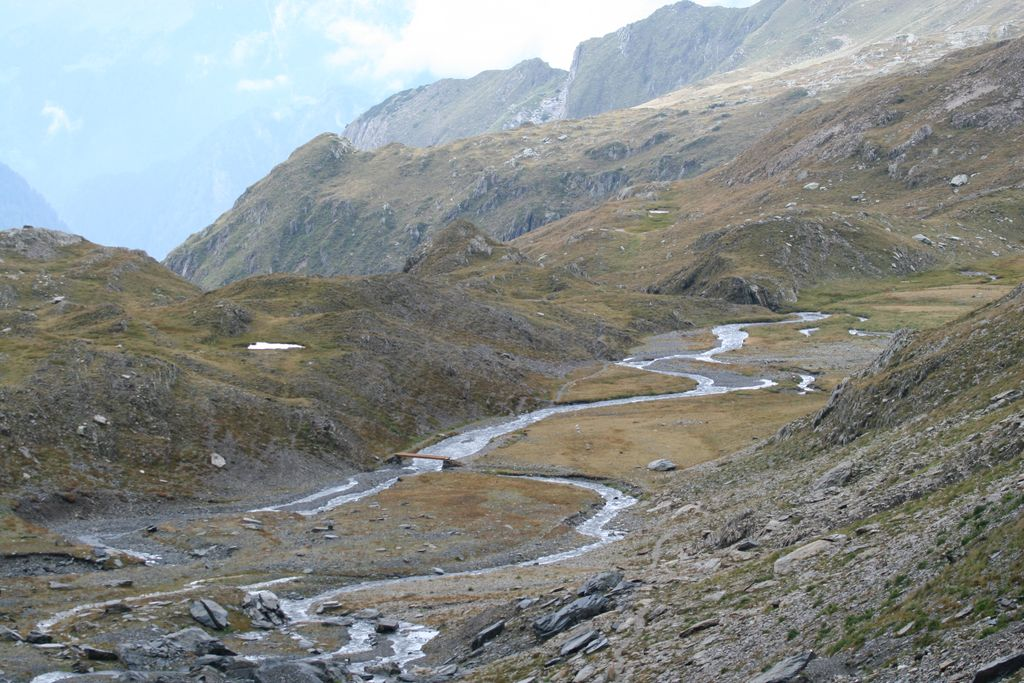
Il Brembo ai piedi del Pizzo del Diavolo (sorgente)

Il Brembo nasce da quattro rami sorgentizi. Il principale sgorga ai piedi del Pizzo del Diavolo di Tenda, presso l'omonimo laghetto, nelle Alpi Orobie, ed è denominato Brembo di Carona. Un altro ramo proviene dal bacino del Pizzo Rotondo ed è denominato Confluente di Cambrembo. Il terzo ramo ha origine dal bacino del Corno, che si trova a nord di Foppolo. Il Confluente di Cambrembo e il Brembo di Foppolo si congiungono presso Valleve, originando il Brembo di Valleve. Il Brembo di Valleve si unisce al Brembo di Carona, presso Branzi, originando il Brembo Orientale o Brembo di Branzi. Il Brembo di Branzi riceve inoltre le acque del torrente Valsecca. A Lenna il Brembo di Branzi si unisce al Brembo Occidentale o Brembo di Olmo, che nasce ai piedi del Monte Azzarini, presso Mezzoldo.
Il Brembo di Olmo è poi alimentato dai torrenti Mora (che proviene dal Passo di San Marco) e Stabina; quest'ultimo percorre la Valtorta. A Lenna si può dire che inizi il "vero" Brembo, visto che tutti i rami sorgentizi che lo formano si sono riuniti. Il Brembo prosegue percorrendo la Val Brembana, dove viene alimentato da diversi corsi d'acqua, i più importanti dei quali per la loro portata sono il Parina, l'Enna o Taleggia che scende dalla Val Taleggio e si congiunge al Brembo nel centro abitato di San Giovanni Bianco, l'Ambria, che scende dalla Valle Serina, il Brembilla che forma la Valle Brembilla e sfocia nel Brembo presso i ponti di Sedrina, l'Imagna, presso Villa d'Almè, ed il Dordo e la Lesina, nell'Isola bergamasca.

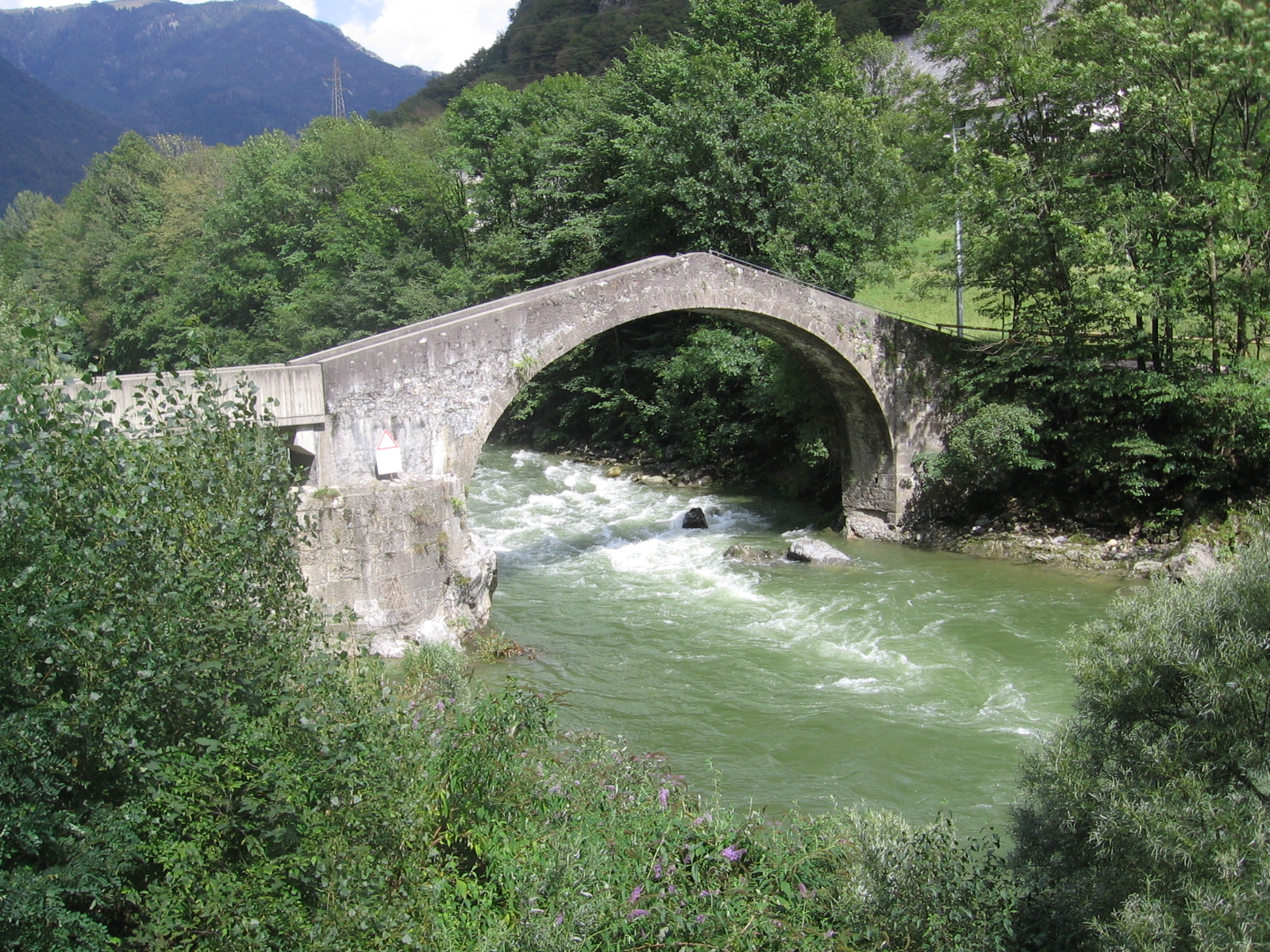
Ponte delle Capre a Lenna

Il Brembo è un affluente di sinistra dell'Adda, in cui si getta nei pressi di Crespi d'Adda, esattamente tra i comuni di Capriate San Gervasio, Canonica d'Adda e Vaprio d'Adda, sul confine tra le province di Bergamo e Milano. Il Brembo è il maggior affluente dell'Adda per portata.

## Alluvioni
Nel corso dei secoli il fiume ha dato luogo a diversi disastrosi alluvioni. La prima di cui si ha notizia avvenne il 17 ottobre 1230; se ne ricordano altre di violente nel 1493, 1523, 1646, 1793, 1830, 1882 e l'ultima nel 1987 che causò ingenti danni ai paesi brembani. La più disastrosa fu quella del 30 agosto 1493 che distrusse 24 ponti, tra i quali il ponte storico di Lemine, lasciando in valle solo quello di Sedrina, allora chiamato ponte di Zogno.